# Орбитальная стрела с камерами

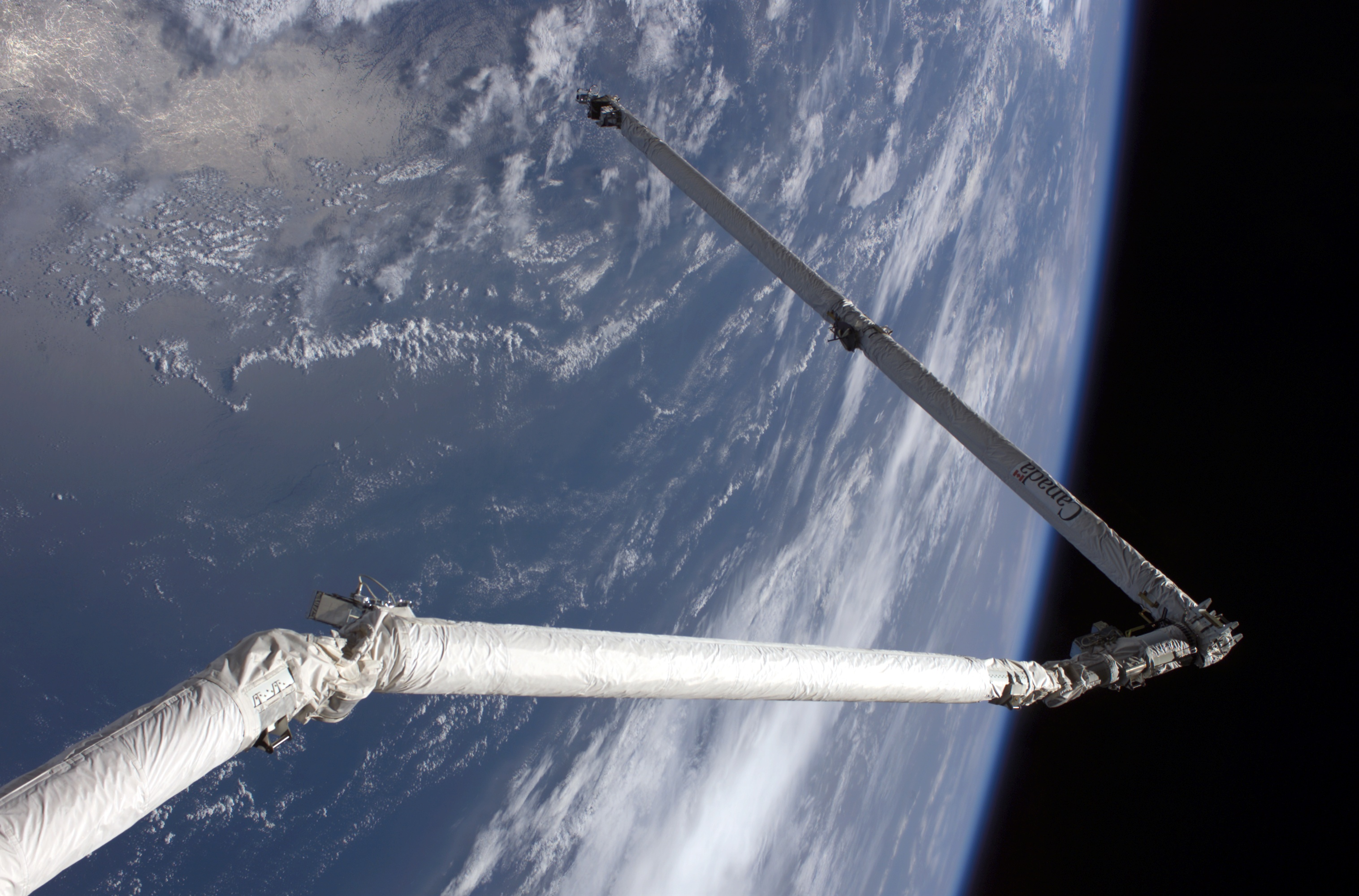
Манипулятор Канадарм удерживающий Орбитальную стрелу с камерами (миссия STS-114)

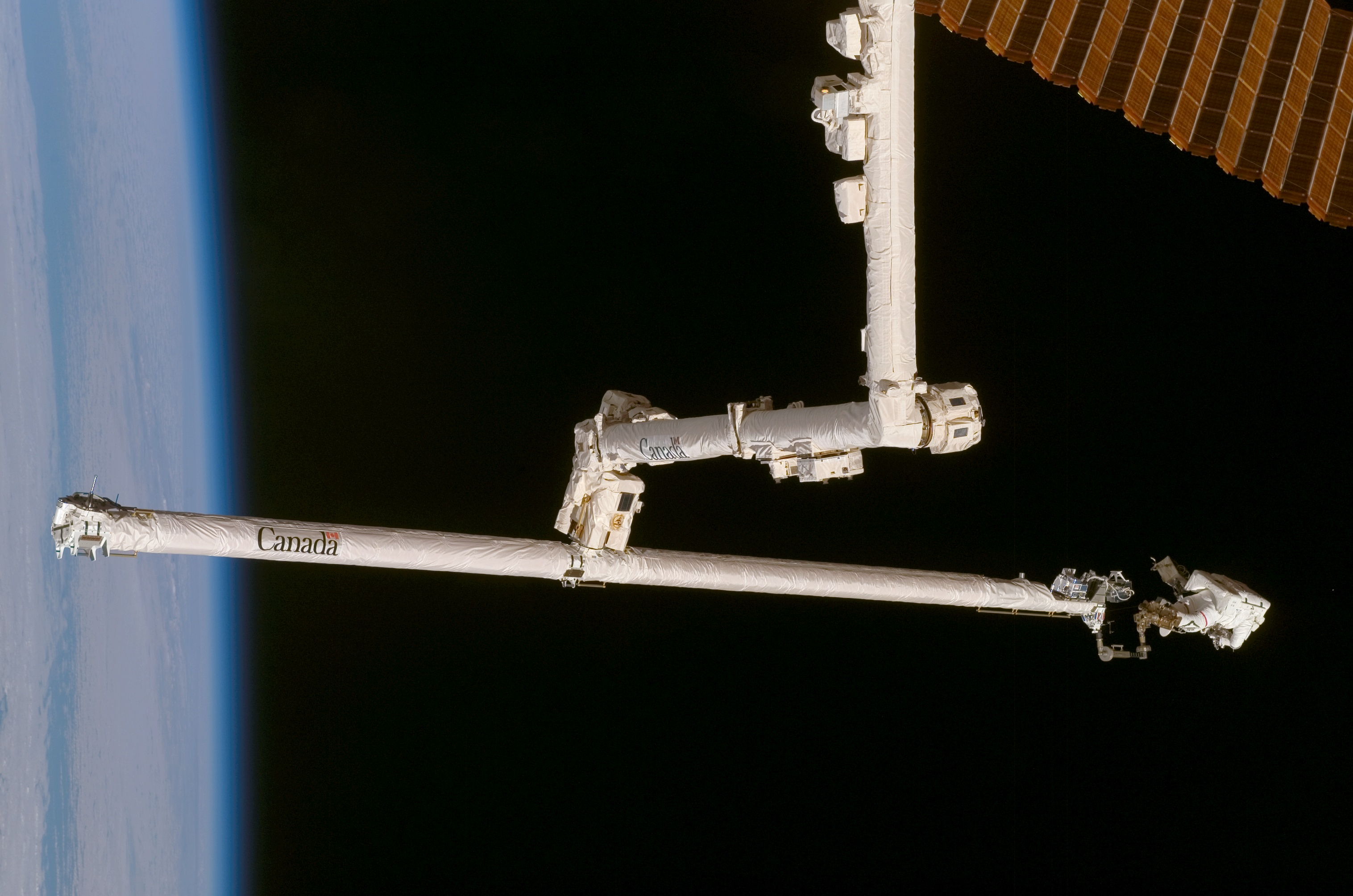
Астронавт Скотт Паразински на конце Орбитальной стрелы проводит ремонт солнечных батарей Р6

Орбитальная стрела с камерами — (Orbiter Boom Sensor System, сокр. OBSS) 15-метровая стрела, доставленная на МКС космическим кораблём НАСА. Стрела была соединена с манипулятором Канадарм и служила его продолжением, удвоив его длину до 30 м. На дальнем конце стрелы был инструментальный пакет камер и лазеров, которые использовались для сканирования кромок крыльев, носовой крышки, и отсека экипажа шаттлов после каждого отчаливания и перед каждой посадкой. Если бортинженеры обнаруживали какие-либо повреждения, о чём свидетельствовали снимки, сделанные во время отстыковки или во время специального манёвра шаттла по тангажу (кувырка назад), то принималось решение продолжить обследование более детально.
Орбитальная стрела впервые была применена в миссии STS-114, на шаттле Дискавери, и затем доставлялась с каждой миссией, вплоть до завершения работы шаттлов в 2011 году. Она применялась для проверки транспортных повреждений теплозащитного экрана шаттла всякий раз до и после стыковки с МКС. Это решение было выработано после катастрофы шаттла Колумбия, в которой Колумбия была разрушена из-за повреждений теплозащитного экрана, полученных во время взлёта. Главной задачей Орбитальной стрелы с камерами являлось обследование теплозащитных экранов шаттла. Для этого на ней находились все инструменты, требуемые для детальных измерений и наблюдений. Канадарм же был слишком короток, чтобы добраться до всех областей шаттла, которые должны быть обследованы, поэтому Стрела служила ему удлинением.

## Описание
Стрела была по сути такой же конструкции, как и сам Канадарм, кроме того, что точки сочленения были зафиксированы, в результате стрела получилась прямой и не могла сгибаться в этих суставах. Стрелы для трех остальных орбитальных аппаратов были изготовлены относительно быстро, главным образом потому, что в конструкции использовались некоторые запчасти для Канадарм.
Два инструментарных пакета были установлены на дальнем конце Орбитальной стрелы. Один пакет содержал лазерный тепловизор (LDRI) и мощную телекамеру (ITVC). Другой пакет содержал лазерный сканер (LCS) и цифровой фотоаппарат (IDC). Датчики могли записывать изображения с разрешением в несколько миллиметров, и могли сканировать со скоростью около 64 мм в секунду.
Орбитальная стрела также оснащена поручнями, так что она может быть использована и для выходов космонавтов в открытый космос, на днище шаттла, в случае если потребуется ремонт.

## STS-120 и ремонт МКС
Во время миссии STS-120 Орбитальная стрела была использована как удлинитель стрелы  Канадарм2, хотя не проектировалась для этого. Случилось так, что солнечная батарея на ферме P6 была повреждена во время перестановки. Канадарм-2 схватил своей рукой Орбитальную стрелу за центральный узел захвата, при этом астронавт Скотт Паразински был закреплён на конце стрелы, чтобы провести ремонт. Поскольку Канадарм-2 был неспособен передавать электричество в Орбитальную стрелу через узел захвата, космонавт был без электричества несколько часов, гораздо большее время, чем предусматривалось, чтобы справиться. Поэтому его предварительно разогрели побольше перед началом ремонта. В результате он остался невредим и успешно справился с работой.

## Расширенный вариант орбитальной стрелы МКС
После окончания плановых работ по программе по STS-134, НАСА приняло решение оставить Орбитальную стрелу и включить её в состав Международной космической станции (МКС), подключив её к манипулятору. Были подготовлены некоторые технические решения к доработке Орбитальной стрелы, которая стала после этого называться «Расширенный вариант орбитальной стрелы МКС». Теперь на ближнем конце стрелы есть узел захвата с электрическим соединением, которое позволяет сопрягать её с манипулятором Канадарм2. Пока стрелу уложили на ферменную конструкцию S1 во время четвертого выхода в открытый космос миссии STS-134 27 мая 2011 года. При этом датчики на стреле были отсоединены во время этого выхода, так как не выдерживают температурных условий снаружи станции без питания. Временно они хранятся на МКС, в тепле. Однако, доработанное приспособление захвата Орбитальной стрелы позволяет снова установить это оборудование и использовать его при необходимости в будущем.

## Внешние ссылки
- НАСА -космический шаттл страницы Архивная копия от 26 июля 2011 на Wayback Machine